# Joan Halifax
Joan Halifax  (Hanover, New Hampshire, 30. srpnja 1942.) američka je antropologinja, zen učiteljica i aktivistica za ljudska prava.

## Životopis
Rođena je u 1942. u Hanoveru u američkoj saveznoj državi New Hampshireu. Doktorirala je 1973. godine medicinsku antroplogiju. Proučavala je zen budizam, tibetanski budizam, duhovnost i mitologiju američkih Indijanaca, te duhovnosti i mitologije iz raznih dijelova svijeta, kao i odnos znanosti i duhovnosi. Bila je suradnica Josepha Campbella.
Kasnije se posvetila proučavanju i unapređenju palijativne skrbi u njenim psihosocijalnim, etičkim i duhovnim vidovima. Bila je voditeljica Zaklade Ojai (The Ojai Foundation) u južnoj Kaliforniji, a od devedesetih je voditeljica Upaya zen centra (Upaya Zen Center) u Novom Meksiku.

## Djela
Halifax je napisala niz knjiga i članaka te održala predavanja diljem svijeta. Do danas nije prevođena na hrvatski jezik, a značajniji naslovi su:
- Trance in Native American Churches (1968.)
- The Human Encounter with Death (1977.) ISBN 0525129758[2]
- Shaman, the Wounded Healer (1982.) ISBN 0824500660
- Shamanic Voices: A Survey of Visionary Narratives (1991.) ISBN 0140193480
- The Fruitful Darkness: Reconnecting With the Body of the Earth (1993.) ISBN 0062503693
- A Buddhist Life in America: Simplicity in the Complex (1998.) ISBN 0809137852

## Vanjske poveznice
Mrežna mjesta
- Zaklada Ojai (engl.)
- Upay Zen Center (engl.)